# Zapasy na Letnich Igrzyskach Olimpijskich 2004 – kategoria do 55 kg w stylu klasycznym
Rywalizacja w wadze do 55 kg mężczyzn w zapasach w stylu klasycznym na Letnich Igrzyskach Olimpijskich 2004 została rozegrana 24 i 25 sierpnia. Zawody odbyły się w hali Ano Liosia Olympic Hall w Ano Liosia.
W zawodach wzięło udział 22 zawodników.

## Klasyfikacja[1]
| Pozycja | Nazwisko             |
| ------- | -------------------- |
|         | István Majoros       |
|         | Giejdar Mamiedalijew |
|         | Artiom Kiurengian    |
| 4       | Ołeksij Wakułenko    |
| 5       | Lázaro Rivas         |
| 6       | Irakli Czoczua       |
| 7       | Im Dae-won           |
| 8       | Håkan Nyblom         |
| 9       | Hasan Rangraz        |
| 10      | Masatoshi Toyota     |
| 11      | Marian Sandu         |
| 12      | Ercan Yıldız         |
| 13      | Sheng Jiang          |
| 14      | Dennis Hall          |
| 15      | Dariusz Jabłoński    |
| 16      | Svajūnas Adomaitis   |
| 17      | Nurbakyt Tengyzbajew |
| 18      | Uran Kaliłow         |
| 19      | Petr Švehla          |
| 20      | Samir Bin Szinaf     |
| 21      | Mukesh Khatri        |
| 22      | Jansel Ramírez       |

## Zasady
Uczestnicy zostali podzielni na grupy. Najlepszy zawodnik awansował do dalszej rywalizacji w rundzie finałowej
- TF – Łopatki
- PP – Na punkty (Pokonany zdobył punkty)
- PO – Na punkty (Pokonany bez punktów)
- ST – Przewaga (10 punktów różnicy, przewaga techniczna)
- CP – Punkty
- TP – Punkty techniczne/Czas

## Wyniki[2]

### Grupa 1
| Miejsce | Zawodnik         | Kraj       | W | P | CP | TP |
| ------- | ---------------- | ---------- | - | - | -- | -- |
| 1       | István Majoros   | Węgry      | 2 | 0 | 6  | 8  |
| 2       | Masatoshi Toyota | Japonia    | 1 | 1 | 5  | 14 |
| 3       | Jansel Ramírez   | Dominikana | 0 | 2 | 0  | 0  |

| Zapaśnik 1       | Zapaśnik 2       | CP  |    | TP   |
| ---------------- | ---------------- | --- | -- | ---- |
| Masatoshi Toyota | István Majoros   | 1-3 | PP | 3-5  |
| Jansel Ramírez   | Masatoshi Toyota | 0-4 | ST | 0-11 |
| István Majoros   | Jansel Ramírez   | 3-0 | PO | 5-0  |

### Grupa 2
| Miejsce | Zawodnik         | Kraj     | W | P | CP | TP |
| ------- | ---------------- | -------- | - | - | -- | -- |
| 1       | Lázaro Rivas     | Kuba     | 2 | 0 | 7  | 17 |
| 2       | Hasan Rangraz    | Iran     | 1 | 1 | 5  | 14 |
| 3       | Samir Bin Szinaf | Algieria | 0 | 2 | 0  | 0  |

| Zapaśnik 1       | Zapaśnik 2       | CP  |    | TP   |
| ---------------- | ---------------- | --- | -- | ---- |
| Lázaro Rivas     | Samir Bin Szinaf | 4-0 | ST | 11-0 |
| Hasan Rangraz    | Lázaro Rivas     | 1-3 | PP | 4-6  |
| Samir Bin Szinaf | Hasan Rangraz    | 0-4 | ST | 0-10 |

### Grupa 3
| Miejsce | Zawodnik           | Kraj   | W | P | CP | TP |
| ------- | ------------------ | ------ | - | - | -- | -- |
| 1       | Irakli Czoczua     | Gruzja | 2 | 0 | 6  | 7  |
| 2       | Ercan Yıldız       | Turcja | 1 | 1 | 4  | 4  |
| 3       | Svajūnas Adomaitis | Litwa  | 0 | 2 | 2  | 2  |

| Zapaśnik 1         | Zapaśnik 2         | CP  |    | TP  |
| ------------------ | ------------------ | --- | -- | --- |
| Irakli Czoczua     | Ercan Yıldız       | 3-1 | PP | 4-1 |
| Svajūnas Adomaitis | Irakli Czoczua     | 1-3 | PP | 1-3 |
| Ercan Yıldız       | Svajūnas Adomaitis | 3-1 | PP | 3-1 |

### Grupa 4
| Miejsce | Zawodnik          | Kraj              | W | P | CP | TP |
| ------- | ----------------- | ----------------- | - | - | -- | -- |
| 1       | Ołeksij Wakułenko | Ukraina           | 2 | 0 | 6  | 7  |
| 2       | Dennis Hall       | Stany Zjednoczone | 1 | 1 | 3  | 3  |
| 3       | Petr Švehla       | Czechy            | 0 | 2 | 1  | 2  |

| Zapaśnik 1        | Zapaśnik 2        | CP  |    | TP  |
| ----------------- | ----------------- | --- | -- | --- |
| Petr Švehla       | Dennis Hall       | 1-3 | PP | 2-3 |
| Ołeksij Wakułenko | Petr Švehla       | 3-0 | PO | 4-0 |
| Dennis Hall       | Ołeksij Wakułenko | 0-3 | PO | 0-3 |

### Grupa 5
| Miejsce | Zawodnik             | Kraj             | W | P | CP | TP |
| ------- | -------------------- | ---------------- | - | - | -- | -- |
| 1       | Im Dae-won           | Korea Południowa | 2 | 0 | 6  | 10 |
| 2       | Marian Sandu         | Rumunia          | 1 | 1 | 4  | 9  |
| 3       | Nurbakyt Tengyzbajew | Kazachstan       | 0 | 2 | 1  | 4  |

| Zapaśnik 1           | Zapaśnik 2           | CP  |    | TP  |
| -------------------- | -------------------- | --- | -- | --- |
| Im Dae-won           | Nurbakyt Tengyzbajew | 3-1 | PP | 4-4 |
| Marian Sandu         | Im Dae-won           | 1-3 | PP | 3-6 |
| Nurbakyt Tengyzbajew | Marian Sandu         | 0-3 | PO | 0-6 |

### Grupa 6
| Miejsce | Zawodnik             | Kraj   | W | P | CP | TP |
| ------- | -------------------- | ------ | - | - | -- | -- |
| 1       | Giejdar Mamiedalijew | Rosja  | 2 | 0 | 6  | 6  |
| 2       | Dariusz Jabłoński    | Polska | 1 | 1 | 3  | 3  |
| 3       | Mukesh Khatri        | Indie  | 0 | 2 | 0  | 0  |

| Zapaśnik 1           | Zapaśnik 2           | CP  |    | TP  |
| -------------------- | -------------------- | --- | -- | --- |
| Giejdar Mamiedalijew | Mukesh Khatri        | 3-0 | PO | 3-0 |
| Dariusz Jabłoński    | Giejdar Mamiedalijew | 0-3 | PO | 0-3 |
| Mukesh Khatri        | Dariusz Jabłoński    | 0-3 | PO | 0-3 |

### Grupa 7
| Miejsce | Zawodnik          | Kraj      | W | P | CP | TP |
| ------- | ----------------- | --------- | - | - | -- | -- |
| 1       | Artiom Kiurengian | Grecja    | 3 | 0 | 10 | 17 |
| 2       | Håkan Nyblom      | Dania     | 2 | 1 | 6  | 5  |
| 3       | Sheng Jiang       | Chiny     | 1 | 2 | 4  | 4  |
| 4       | Uran Kaliłow      | Kirgistan | 0 | 3 | 1  | 3  |

| Zapaśnik 1        | Zapaśnik 2        | CP  |    | TP   |
| ----------------- | ----------------- | --- | -- | ---- |
| Håkan Nyblom      | Artiom Kiurengian | 0-3 | PO | 0-3  |
| Sheng Jiang       | Uran Kaliłow      | 3-1 | PP | 3-3  |
| Håkan Nyblom      | Sheng Jiang       | 3-1 | PP | 2-1  |
| Artiom Kiurengian | Uran Kaliłow      | 4-0 | TF | 3:31 |
| Håkan Nyblom      | Uran Kaliłow      | 3-0 | PO | 3-0  |
| Artiom Kiurengian | Sheng Jiang       | 3-0 | PO | 8-0  |

### Runda finałowa[3]
|  | Ćwierćfinały         | Ćwierćfinały         | Ćwierćfinały |  |  | Półfinały            | Półfinały            | Półfinały            |   |                | Finał                 | Finał                 | Finał                 |
|  |                      |                      |              |  |  |                      |                      |                      |   |                |                       |                       |                       |
|  | István Majoros       | István Majoros       | 6            |  |  |                      |                      |                      |   |                |                       |                       |                       |
|  | Lázaro Rivas         | Lázaro Rivas         | 1            |  |  | István Majoros       | István Majoros       | 3                    |   |                |                       |                       |                       |
|  | Irakli Czoczua       | Irakli Czoczua       | 12           |  |  | Ołeksij Wakułenko    | Ołeksij Wakułenko    | 1                    |   |                |                       |                       |                       |
|  | Ołeksij Wakułenko    | Ołeksij Wakułenko    | 14           |  |  |                      |                      |                      |   | István Majoros | István Majoros        | 3                     |                       |
|  | Im Dae-won           | Im Dae-won           | 0            |  |  |                      | Giejdar Mamiedalijew | Giejdar Mamiedalijew | 1 |                |                       |                       |                       |
|  | Giejdar Mamiedalijew | Giejdar Mamiedalijew | 3            |  |  | Giejdar Mamiedalijew | Giejdar Mamiedalijew | 7                    |   |                |                       |                       |                       |
|  |                      |                      |              |  |  | Artiom Kiurengian    | Artiom Kiurengian    | 2                    |   |                | Walka o brązowy medal | Walka o brązowy medal | Walka o brązowy medal |
|  |                      |                      |              |  |  |                      |                      |                      |   |                |                       |                       |                       |
|  |                      |                      |              |  |  |                      |                      |                      |   |                | Ołeksij Wakułenko     | Ołeksij Wakułenko     | 1                     |
|  |                      |                      |              |  |  |                      |                      |                      |   |                | Artiom Kiurengian     | Artiom Kiurengian     | 6                     |

|  |                |                |    |
|  | o 5 miejsce    |                |    |
|  |                |                |    |
|  |                |                |    |
|  |                |                |    |
|  | Lázaro Rivas   | Lázaro Rivas   | 11 |
|  | Lázaro Rivas   | Lázaro Rivas   | 11 |
|  | Irakli Czoczua | Irakli Czoczua | 0  |
|  | Irakli Czoczua | Irakli Czoczua | 0  |
|  |                |                |    |